# Задорожье (Ивановская область)
Задоро́жье — село в Юрьевецком районе Ивановской области. Входит в состав Соболевского сельского поселения.

## География
Село расположено в 6 км на запад от центра поселения села Соболево и в 15 км на юго-запад от районного центра города Юрьевец. Через село протекает река Эльма.

## История

### Происхождение названия
По предположениям местных жителей, название села Задорожье, вероятно, связано с его расположением «за дорогой».

### Церковная история
Каменная Покровская церковь с колокольней в селе построена в 1830 году на средства прихожан. Престолов было три: в честь Покрова Пресвятой Богородицы, Нерукотворного образа Христа Спасителя и святого Николая Чудотворца.
По утверждению коренного жителя деревни Андрониха Павла Константиновича Голубева, первоначально церковь Покрова Пресвятой Богородицы была деревянной, датировалась 1410 годом и была перенесена из их деревни, где стояла на Ивановой горе. Доказательством служили захоронения, обнаруживаемые при хозяйственных работах на том месте. Деревянная церковь несколько раз перестраивалась и ремонтировалась, прежде чем в 1830 году стала каменной.
В отличие от многих других храмов района, Покровская церковь в Задорожье никогда не закрывалась. По рассказам дочери жительницы села Надежды Константиновны Кирсановой, во время советской власти церковь выстояла во многом благодаря монахине Евдокии Маряхиной, которая, несмотря на угрозы и месячное тюремное заключение, не отдала ключи от храма. В то время в церкви служил отец Феофан (Груздев).
Приход церкви был большим, включая население окрестных деревень: Починок (Старые и Новые Починки, Непрово), Задорожье-Лукшино (где некоторое время была школа), Татьяниха (где располагался склад-«магазея» и ветряная мельница Егора Калинина), Хутор, Родиониха (с часовней), Дудиха, Печищи (где находился кирпичный завод), Истомиха (с домом Батуева), Плешковиха (где жил сапожник), Мильковиха, Холмы, Андрониха, Казаковка, Гарь, Горшиха, Чеченево, Бор, Гоношилиха, Иваньково, Стрелка, Тишино, Понькино (где в доме раскулаченных Копытовых размещалась школа), Соболиха, Слободиниха, Худяково, Новосёлки, Онишино, а также затопленные позднее Астафьево и Долматово.
По воспоминаниям местной жительницы Валентины Ивановны Голубевой, в храме служили: отец Даниил, отец Андрей Макоев, отец Василий, в 1970-е годы — 82-летний священник Борисоглебский, затем недолго служивший монах Николай Зайнутдинов, Андрей Белорусец (выслан из села), Пётр Коник. Позднее настоятелем стал отец Илья, который служит и по настоящее время (на момент публикации источника в 2018 году).

### Административно-территориальная принадлежность
В XIX — первой четверти XX века село входило в состав Обжерихинской волости Юрьевецкого уезда Костромской губернии, с 1918 года — Иваново-Вознесенской губернии.
С 1929 года село входило в состав Щекотовского сельсовета Юрьевецкого района Ивановской области, с 1954 года — центр Задорожского сельсовета, с 1976 года — в составе Щекотихинского сельсовета. В какой-то момент Задорожье утратило статус центра, который был перенесён в строящуюся Щекотиху. С 2005 года — в составе Соболевского сельского поселения.

### Советский период и общественная жизнь
В советское время Задорожье было центром округи. В селе действовали медпункт, сельсовет, библиотека, магазин и клуб, который в народе называли «читалкой». Изба-читальня появилась предположительно в начале 1930-х годов; здесь обучали грамоте колхозников и организовывали досуг молодёжи. Молодёжь собиралась по воскресеньям, приходили даже из отдалённых деревень. Гулянья проходили под гармонь; известными гармонистами были Дмитрий Петров (из Покнино), Сергей Оболочков (из Бора, считался одним из лучших в округе), Виталий Роганов (из Истомихи), Павел Баландин (из Лукшино), Павлин Волков (из Чеченево), Валерий Новожилов (из Иваньково), Борис Баков (из Андронихи), Николай Сироткин (из Щекотихи) и другие. Под гармонь и балалайку пели частушки, отражавшие, в том числе, и недостатки колхозной жизни.

## Население
| 1872 | 1897 | 1907 | 2002 | 2010 |
| ---- | ---- | ---- | ---- | ---- |
| 35   | ↘18  | ↘14  | ↘2   | ↗4   |

### Известные жители
- Груздев Феофан Сергеевич (12 марта 1868 — не ранее 1918) — священник Покровской церкви села Задорожье. Окончил Костромскую духовную семинарию. Был женат на Евгении, дочери умершего священника Ивана Виноградова. В семье было пятеро детей[3].
- Груздев Виталий Феофанович (28 марта 1893, село Задорожье — 1982, город Пушкино, Ленинградская область) — российский и советский военный врач, полковник медицинской службы, историк медицины, краевед и коллекционер. Сын священника Феофана Груздева. Окончил духовное училище, Костромскую духовную семинарию, медицинский факультет Казанского университета и Петербургскую военно-медицинскую академию, где защитил кандидатскую диссертацию и работал[9][3].
- Груздева (в замужестве) Елизавета Феофановна — дочь Ф. С. Груздева. По окончании гимназии вышла замуж за учителя и работала с ним в одной школе. После смерти мужа, будучи на пенсии, вернулась в родительский дом, позже переехала в Юрьевец к сестре[3].
- Груздев Вячеслав Феофанович — сын Ф. С. Груздева. Окончил Ленинградский медицинский институт, защитил кандидатскую диссертацию и работал там врачом[3].
- Груздева Нина Феофановна — дочь Ф. С. Груздева. Окончила Юрьевецкую гимназию в 1916 году, работала учительницей в деревне Долматово (затоплена). В 1921 году поступила в Казанский сельхозинститут, по окончании которого преподавала химию в сельскохозяйственном техникуме[3].
- Груздева Серафима Феофановна — старшая дочь Ф. С. Груздева, умерла от чахотки в юношеском возрасте[3].

## Достопримечательности
В селе расположена действующая Церковь Покрова Пресвятой Богородицы (1830). Напротив церкви находится старинный колодец.